# اورمیلا
اورمیلا (به لاتین: Ormylia) یک منطقهٔ مسکونی در یونان است که در مقدونیه مرکزی واقع شده‌است.